# Каффарелли, Луис
Луис Анхель Каффарелли (исп. Luis Ángel Caffarelli; род. 8 декабря 1948 года, Буэнос-Айрес) — аргентино-американский математик. Автор трудов по теории нелинейных дифференциальных уравнений в частных производных.
Член Национальной академии наук США (1991), Американской академии искусств и наук (1986), Папской академии наук (1994), иностранный член Национальной академии деи Линчеи, фелло Американского математического общества.
В 2002 году пленарный докладчик на Международном конгрессе математиков. Почётный доктор.

## Награды и отличия
- Премия имени Бохера (1984)
- Золотая медаль Пия XI (1988)
- Премия Рольфа Шока (2005)
- Премия Стила (2009, 2014)[8]
- Премия Вольфа (2012)
- Медаль Соломона Лефшеца (2013)
- SIAM Fellow[англ.] (2018)
- Премия Шао (2018)
- Абелевская премия (2023)[9][10]